# دانيال إسكوديرو
دانيال إسكوديرو (بالإسبانية: Daniel Escudero)‏ (18 ديسمبر 1941 في تشيلي - 20 يوليو 2021) هو لاعب كرة قدم تشيلي في مركز الهجوم. لعب مع إيفرتون دي فينا ديل مار وسان لويس دي كويلوتا ويونيون لا كاليرا.

## وصلات خارجية
- دانيال إسكوديرو على موقع قاعدة بيانات كرة القدم.إي يو (الإنجليزية)